# Sexualita Adolfa Hitlera

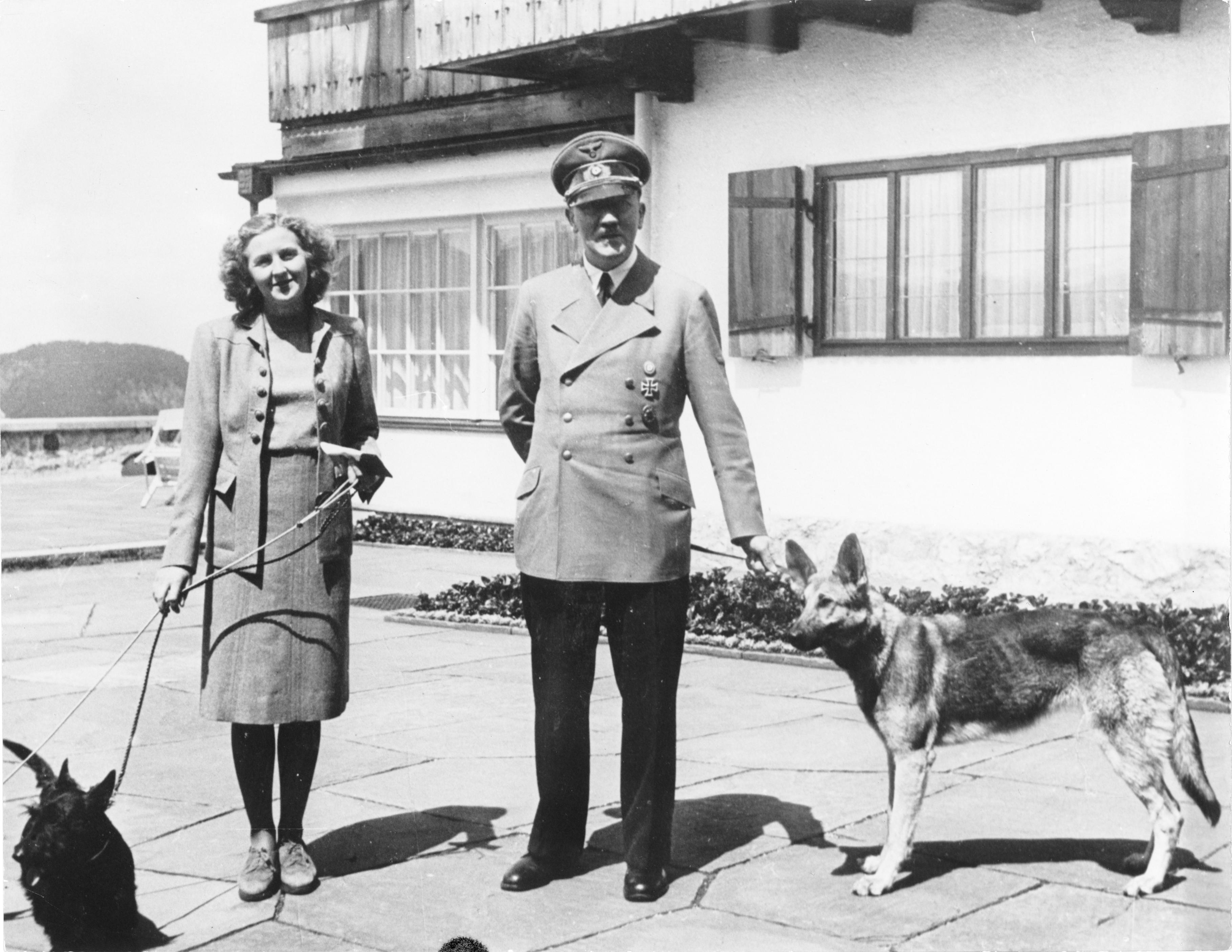
Adolf Hitler a Eva Braunová se svými psy v rezidenci Berghof

Sexualita Adolfa Hitlera (20. dubna 1889 Braunau am Inn – 30. dubna 1945 Berlín), německého diktátora v letech 1933–1945, je již dlouho předmětem historických a odborných debat, ale i spekulací a fám. Existují důkazy, že během svého života měl vztahy s řadou žen, stejně tak důkazy o jeho antipatii k homosexualitě a žádné důkazy o homosexuálních stycích. Jeho jméno je spojováno s řadou možných milenek, z nichž dvě spáchaly sebevraždu. Třetí zemřela osm let po pokusu o sebevraždu na komplikace a čtvrtá se rovněž pokusila o sebevraždu.
Adolf Hitler se stal veřejným obrazem muže žijícího v celibátu, který nevede žádný domácí život a věnuje se výhradně svému politickému poslání a řízení nacistického Německa. Jeho vztah s Evou Braunovou, který trval téměř 14 let, byl skrytý před veřejností, s výjimkou jeho nejbližšího okolí. Životopiskyně Heike Görtemakerová poznamenává, že pár se těšil normálnímu sexuálnímu životu. Hitler a Braunová se vzali koncem dubna 1945, necelých 40 hodin před společnou sebevraždou.
Dvě válečné zprávy Spojenců se pokusily Hitlera psychologicky analyzovat. Zpráva Waltera C. Langera pro americký Úřad strategických služeb (OSS) z roku 1943 popisuje Hitlera jako člověka s potlačovanými homosexuálními sklony a vyslovuje názor, že byl impotentní koprofil. Psycholog Henry Murray napsal v roce 1943 pro OSS samostatnou psychoanalytickou zprávu, v níž dospěl k podobným závěrům. Podobně vyprávěl svým poválečným vyšetřovatelům také Otto Strasser, jeden z Hitlerových odpůrců v nacistické straně. Britský historik, sir Ian Kershaw, označil Strasserovo prohlášení jako „protihitlerovskou propagandu“.
Ve výzkumech se po Hitlerově smrti objevila řada tvrzení o sexuální orientaci: gay, bisexuál nebo asexuál. Přesvědčivé důkazy chybí, ale většina historiků se domnívá, že byl heterosexuál. Existuje přinejmenším jedno tvrzení, že Hitler měl s jednou ze svých milenek nemanželské dítě (jménem Jean-Marie Loret). Historici hlavního proudu, jako například Kershaw, toto tvrzení považují za nepravděpodobné či nemožné.

## Historické záznamy
Hitlerův sexuální život byl dlouho předmětem spekulací a fám, z nichž mnohé byly vymyšlené nebo „okořeněné“ jeho politickými nepřáteli. Zatímco sexuální preference mnoha členů Hitlerova okolí jsou známy, přesvědčivé důkazy o jeho sexualitě chybí. Důkazy, které existují o soukromém životě, pocházejí převážně od lidí z jeho nejbližšího okolí, jako byli jeho adjutanti, sekretáři, Albert Speer, Wagnerova rodina a další. Existují důkazy, že byl poblouzněn několika ženami, stejně jako důkazy o jeho antipatii k homosexualitě, avšak žádné důkazy o homosexuálním chování. Britský historik sir Ian Kershaw tvrdí, že ho odpuzovaly osobní kontakty a sexuální aktivity, včetně homosexuality a prostituce, zejména v mládí ve Vídni. Obával se, že se nakazí pohlavně přenosnou infekcí.
Kershaw poznamenává, že jako voják během první světové války se Hitler neúčastnil diskusí o sexu se svými kamarády. Když si ho v tomto období dobírali kvůli jeho celibátu, Hitler reagoval slovy: „Umřel bych hanbou, kdybych hledal sex s Francouzkou“ a „Copak ti vůbec nezbyl německý smysl pro čest?“. Na otázku jednoho ze spolubojovníků, zda někdy miloval dívku, Hitler odpověděl: „Nikdy jsem na nic takového neměl čas a nikdy se k tomu nedostanu.“

## Vztahy s ženami
Hitler se stal veřejným obrazem celibátního muže bez domácího života, který se plně věnuje svému politickému poslání. Považoval se za přitažlivého pro ženy, mimo jiné i díky svému mocenskému postavení. Podle Speerových vzpomínek Hitler prohlašoval, že „dává přednost neinteligentním ženám, které by ho nezpochybňovaly v jeho práci a nebránily mu v odpočinku ve volném čase“. Kershaw spekuluje o tom, že Hitler dával přednost mladším ženám, které bylo snadné ovládat a formovat. Poznamenává, že nejméně tři Hitlerovy blízké spolupracovnice (Eva Braunová, Geli Raubalová a Maria Reiterová) byly mnohem mladší: Braunová o 23 let, Raubalová o 19 let a Reiterová o 21 let.
Ernst Hanfstaengl, jeden z členů Hitlerova nejbližšího okolí v prvních letech v Mnichově, napsal: „Cítil jsem, že Hitler je případem člověka, který není ani ryba, ani maso, ani pták, ani plně homosexuální, ani plně heterosexuální. Vytvořil jsem si pevné přesvědčení, že je impotentní, potlačený, masturbující typ.“ Hanfstaengl byl nicméně natolik přesvědčen o Hitlerově heterosexualitě, že se neúspěšně pokusil podpořit milostný vztah mezi Hitlerem a Martou Doddovou, dcerou amerického velvyslance. Podle Hanfstaengla se filmová režisérka Leni Riefenstahlová pokusila navázat s Hitlerem vztah již na počátku jeho kariéry, ale on ji odmítl. Magda Goebbelsová zvala Hitlera na večírky, aby ho povzbudila k seznamování se ženami, ale on neprojevil žádný zájem. Když ho navštívily pronacistické cizinky (například Unity Mitfordová), Hitler je obvykle poučoval o politice.

### Geli Raubalová
Hitler byl hluboce připoután ke své, o 19 let mladší, nevlastní neteři Geli Raubalové. Začala u něj bydlet poté, co se její matka stala v roce 1925 Hitlerovou hospodyní. Ačkoli přesná povaha a rozsah jejich vztahu není znám, Kershaw jej popisuje jako latentní „sexuální závislost“. Mezi současníky se proslýchalo, že mezi nimi existoval milostný vztah. Geli spáchala sebevraždu Hitlerovou zbraní v mnichovském bytě v září 1931. Její smrt byla pro Hitlera zdrojem hluboké a trvalé bolesti.

### Eva Braunová
Hitlerův vztah s Braunovou, který trval téměř 14 let, byl s výjimkou jeho nejbližšího okolí skrytý před veřejností. V tomto okruhu (z něhož většina válku přežila) se k Braunové choval otevřeně a žili spolu v Berchtesgadenu jako pár. Hitlerův komorník Heinz Linge ve svých pamětech uvedl, že Hitler a Braunová měli na Berghofu dvě ložnice a dvě koupelny s propojenými dveřmi a Hitler s ní většinu večerů končil ve své pracovně, než se uložili ke spánku. Nosila župan nebo domácí plášť a pila víno; Hitler si dával čaj. Životopiskyně Heike Görtemakerová poznamenává, že „pár vedl normální sexuální život.“ Přátelé a příbuzní Evy Braunové popisují, jak se v roce 1938 chichotala nad fotografií Nevilla Chamberlaina sedícího na pohovce v Hitlerově mnichovském bytě s poznámkou: „Kdyby jen věděl, co všechno ta pohovka viděla.“
Hitlerovy dopisy dokládají, že ji měl rád a dělalo mu starosti, když se účastnila sportovních akcí nebo se pozdě vracela na čaj. Jeho sekretářka Traudl Jungeová uvedla, že 
Hitler během války Braunové telefonoval každý den. Měl obavy o její bezpečnost, když pobývala v mnichovském domě, který jí koupil. Jungeová se dále jednou Hitlera zeptala, proč se nikdy neoženil. Hitler odpověděl: „Nemohl bych své ženě věnovat dostatek času.“ Hitler jí řekl, že nechce mít děti, protože by to měly „velmi těžké; protože by se od nich očekávalo, že budou mít stejné nadání jako jejich slavní rodiče a nelze jim odpustit, že jsou průměrné“. Nakonec se Hitler a Braunová vzali v berlínském Führerbunkeru koncem dubna 1945, necelých 40 hodin předtím, než společně spáchali sebevraždu.

## Náhled na homosexualitu
Ernst Röhm byl Hitlerův nejbližší přítel – jediný člověk, který mu říkal „Adolfe“. Hitler ho podporoval i během skandálu v letech 1931–1932, kdy deník Münchener Post odhalil Röhmovu homosexualitu. Historik Laurie Marhoefer však tvrdí, že to není důkaz Hitlerovy homosexuality. Historik Andrew Wackerfuss tvrdí, že Hitlerovi homosexualita nebyla osobně nepříjemná, ale politicky se mu hodilo instrumentalizovat homofobii k ospravedlnění Noci dlouhých nožů v roce 1934. Navzdory tomu, že Hitler již dříve toleroval homosexualitu Röhma a dalších vůdců SA, obvinění z nemorálnosti bylo účinné při získávání podpory německého obyvatelstva pro politické vraždy.  V srpnu 1941 Hitler prohlásil, že „homosexualita je ve skutečnosti stejně nakažlivá a nebezpečná jako mor“, a podpořil snahu vůdce SS Heinricha Himmlera odstranit homosexuály z armády a SS. Homosexualita nepatřila ve srovnání s židovskou otázkou k Hitlerovým prioritám. Nacistická strana zastávala protihomosexuální názory, v roce 1928 prohlásila, že „každý, kdo jen pomyslí na homosexuální lásku, je naším nepřítelem“. Hitlerův režim homosexuály pronásledoval a podle odhadů jich poslal 5 až 15 tisíc do koncentračních táborů; přibližně 2 500 až 7 500 z nich zemřelo.

## Obvinění z pederastie
Hermann Rauschning tvrdil, že v Hitlerových vojenských záznamech z první světové války viděl záznam o vojenském soudu, který Hitlera uznal vinným z pederastických praktik s jedním důstojníkem. Rauschning rovněž tvrdil, že v Mnichově byl Hitler shledán vinným z porušení paragrafu 175, který se týkal pederastie. Ani pro jedno z těchto dvou obvinění nebyly nalezeny žádné důkazy.

## Langerovy a Murrayovy válečné zprávy OSS
V roce 1943 obdržel americký Úřad strategických služeb (OSS) psychologickou analýzu A Psychological Analysis of Adolf Hitler: His Life and Legend od Waltera C. Langera, která měla Spojencům pomoci diktátora pochopit. Zpráva, později rozšířená do knižní podoby pod názvem The Mind of Adolf Hitler: The Secret Wartime Report (1972), popisuje Hitlera jako člověka s potlačovanými homosexuálními sklony a uvádí, že byl impotentním koprofilním člověkem. Psycholog Henry Murray napsal pro OSS v roce 1943 rovněž samostatnou psychoanalytickou zprávu nazvanou Analysis of the Personality of Adolph Hitler: With Predictions of His Future Behavior and Suggestions for Dealing with Him Now and After Germany's Surrender. Zabýval se také Hitlerovou údajnou koprofilií, celkově však Hitlera diagnostikoval jako schizofrenika. Jeden z Hitlerových odpůrců v nacistické straně, Otto Strasser, oznámil vyšetřovatelům OSS, že nacistický diktátor nutil Geli Raubalovou, aby na něj močila a kálela. Kershaw tvrdí, že historky, které Strasser šířil ohledně údajných sexuálních úchylek, by měly být považovány za „protihitlerovskou propagandu“.

## Nedávná obvinění
Ve výzkumech, které následovaly po Hitlerově smrti, se objevila řada tvrzení o jeho sexualitě: homosexuál, bisexuál, asexuál či možný sexuální styk se svou nevlastní neteří Geli Raubalovou.
Jack Nusan Porter z University of Massachusetts Lowell v roce 1998 napsal: „Pohrdal Hitler homosexuály? Styděl se za svou vlastní homosexuální identitu? To jsou oblasti psychohistorie, které se vymykají známým poznatkům. Můj vlastní pocit je, že Hitler byl asexuál v tradičním smyslu a měl bizarní sexuální fetiše.“
Historik Lothar Machtan v knize The Hidden Hitler (2001) tvrdí, že Hitler byl homosexuál. V knize spekuluje o Hitlerových zkušenostech s mladými přáteli ve Vídni, o jeho vztazích v dospělosti (mimo jiné) s Röhmem, Hanfstaenglem a Emilem Mauricem a obsahuje studii o Mendově protokolu – sérii obvinění, která počátkem dvacátých let 20. století vznesl mnichovské policii Hans Mend, jenž sloužil s Hitlerem během první světové války. Americký novinář Ron Rosenbaum je k Machtanově práci velmi kritický a tvrdí, že jeho „důkazy nejsou přesvědčivé a často se nejedná o důkazy.“ Většina vědců Machtanova tvrzení odmítá a domnívá se, že Hitler byl heterosexuál V roce 2004 natočila HBO na základě Machtanovy teorie dokumentární film s názvem Hidden Führer: Debating the Enigma of Hitler's Sexuality.

## Potvrzené i možné vztahy
Jméno Adolfa Hitlera je romanticky spojováno s několika ženami:
| Jméno               | Životní data | Věk úmrtí | Příčina úmrtí                                                 | Kontakt s Hitlerem | Vztah, reference |
| ------------------- | ------------ | --------- | ------------------------------------------------------------- | ------------------ | --- |
| Stefanie Rabatsch   | 1887–1975    | 87        | Přirozená smrt                                                | 1905–1909          | Rakušanka, která byla podle Hitlerova přítele z dětství Augusta Kubizka neopětovanou láskou dospívajícího Hitlera. Kubizkovy paměti jsou jediným zdrojem této historky.                                                                                           |
| Charlotte Lobjoie   | 1898–1951    | 53        | Neznámá příčina                                               | 1916–1917          | Údajní milenci; její syn Jean-Marie Loret tvrdil, že Hitler byl jeho otec. Převládající názor, který vyjádřili historici Anton Joachimsthaler, Ian Kershaw a belgický novinář Jean-Paul Mulders, je, že Hitlerovo otcovství Loreta je nepravděpodobné či nemožné. |
| Erna Hanfstaenglová | 1885–1981    | 96        | Přirozená smrt                                                | 1922–1923          | Starší sestra Ernsta Hanfstaengla a Hitlerovou známou. Ve dnech následujících po neúspěšném pivním puči se proslýchalo, že spolu měli sex na venkovském sídle v Uffingu a že se měli zasnoubit. Tato tvrzení se později ukázala jako nepravdivá.                  |
| Geli Raubalová      | 1908–1931    | 23        | Sebevražda                                                    | 1925–1931          | Hitlerovou nevlastní neteř, která žila v jeho bytě od roku 1925 až do své sebevraždy v roce 1931. Spekuluje se o milenectví. |
| Maria Reiterová     | 1911–1992    | 81        | Přirozená smrt; pokusila se o sebevraždu oběšením v roce 1928 | 1925–1938          | Možný milostný vztah s Hitlerem na konci 20. let 20. století. Jeho sestra Paula Hitlerová údajně později prohlásila, že Reiterová byla jedinou ženou, která mohla omezit jeho destruktivní pudy.                                                                  |
| Unity Mitfordová    | 1914–1948    | 33        | Komplikace spojené s pokusem o sebevraždu z roku 1939.        | 1934–1939          | Britská společenská dáma a členka rodiny Mitfordů. Byla významnou stoupenkyní nacismu, fašismu, antisemitismu a patřila do Hitlerova kruhu. |
| Winifred Wagnerová  | 1897–1980    | 82        | Přirozená smrt                                                | 1923–1945          | Hitlerova přítelkyně a podporovatelka. Oba si pravidelně dopisovali. Kolem roku 1933 se objevily zvěsti, že se s Hitlerem chtějí vzít. |
| Eva Braunová        | 1912–1945    | 33        | Dvojitá sebevražda s Hitlerem                                 | 1929–1945          | Dlouholetá Hitlerova společnice a krátce i jeho manželkou. Seznámili se v Mnichově, když byla sedmnáctiletou asistentkou a modelkou jeho osobního fotografa Heinricha Hoffmanna. S Hitlerem se začala často stýkat asi o dva roky později.                        |